# Hvidovre IF
A Hvidovre IF, teljes nevén Hvidovre Idrætsforening egy dán labdarúgócsapat. A klubot 1925-ben alapították, székhelyük Hvidovre. Jelenleg a másodosztályban szerepelnek.

## Jelenlegi keret
| #  |     | Poszt | Név                   |
| -- | --- | ----- | --------------------- |
| 1  | DNK | K     | Mads Hamberg Andersen |
| 2  | DNK | V     | Jesper Skak Nielsen   |
| 3  | DNK | V     | Jesper Myhrmann       |
| 4  | DNK | V     | Morten Overgaard      |
| 5  | DNK | V     | Stefan Hansen         |
| 6  | DNK | V     | Morten Walldo         |
| 7  | DNK | KP    | Morten Bech           |
| 9  | DNK | CS    | Anders Clausen        |
| 10 | DNK | KP    | Thomas Lindrup        |
| 11 | DNK | CS    | Mark Svendsen         |
| 12 | DNK | KP    | Benno Petersen        |
| 13 | DNK | K     | Lasse Krogh           |
| 14 | DNK | V     | Patrik Jensen         |
| 15 | DNK | KP    | Morten Larsen         |
| 16 | POL | CS    | Łukasz Cieślewicz     |
| 17 | DNK | V     | Kristian Bo Andersen  |
| 18 | DNK | V     | Jonas Kallehauge      |

| #  |        | Poszt | Név                 |
| -- | ------ | ----- | ------------------- |
| 19 | DNK    | KP    | Kasper Gørsvig      |
| 20 | DNK    | KP    | Danny Mirabel       |
| 21 | DNK    | KP    | Nicolaj Harms       |
| 22 | DNK    | K     | Kim Drejs           |
| 23 | DNK    | KP    | Mads Wilhelmsen     |
| 24 | DNK    | KP    | Jesper Hansen       |
| 25 | DNK    | V     | Marc Pahris         |
| 26 | DNK    | V     | Kaspar Christiansen |
| 27 | DNK    | V     | Toke Svendsen       |
| 28 | DNK    | KP    | Thomas Petersen     |
| 29 | DNK    | V     | Thomas Hebo Larsen  |
| 30 | DNK    | CS    | Asmat El Ouargui    |
| 31 | DNK    | CS    | Simon Duer          |
| 32 | DNK    | KP    | Carsten F. Pedersen |
| 33 | DNK    | K     | Jesper P. Hansen    |
| 34 | DNK    | K     | Patrick Nordahl     |
| 35 | feröer | V     | Jónas Þór Næs       |

## Ismertebb játékosok
- Peter Schmeichel
- Michael Proctor
- Mark Convery
- Thomas Kahlenberg

## Sikerek
- Bajnok: 1966, 1973, 1981
- Bajnoki második: 1971
- Bajnoki harmadik: 1970.
- Kupagyőztes:1980

## Külső hivatkozások
- Hivatalos weboldal